# Marix Loevensohn
Marix Loevensohn (Courtrai, Bèlgica, 31 de març de 1880 - 1943) fou un violoncel·lista belga. Fou deixeble de Jacob al Conservatori de Brussel·les, aconseguint el primer premi el 1904. Després de formar part de l'orquestra Colonne de París, figurà en els quartets Marsick i Wilhelmi, dirigint més tard l'Associació Artística de Brussel·les. El 1908 s'establí a Berlín, sent nomenat director del Conservatori Klindworth-Scharwencka.